# ヴィエンチャン駅
ヴィエンチャン駅 (ラーオ語: ສະຖານີ ນະຄອນຫລວງວຽງຈັນ) はラオス人民民主共和国ヴィエンチャン都サイタニー郡サイ村にある中国ラオス鉄道の旅客ターミナル駅である。

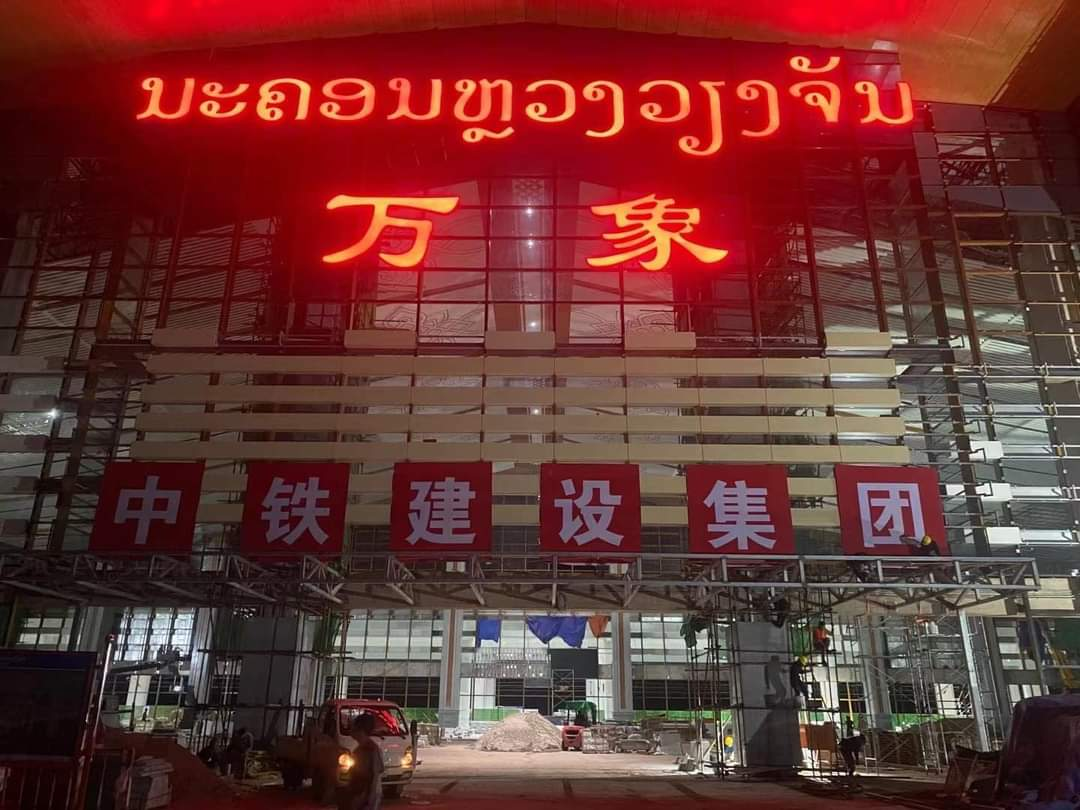
建設中のヴィエンチャン駅

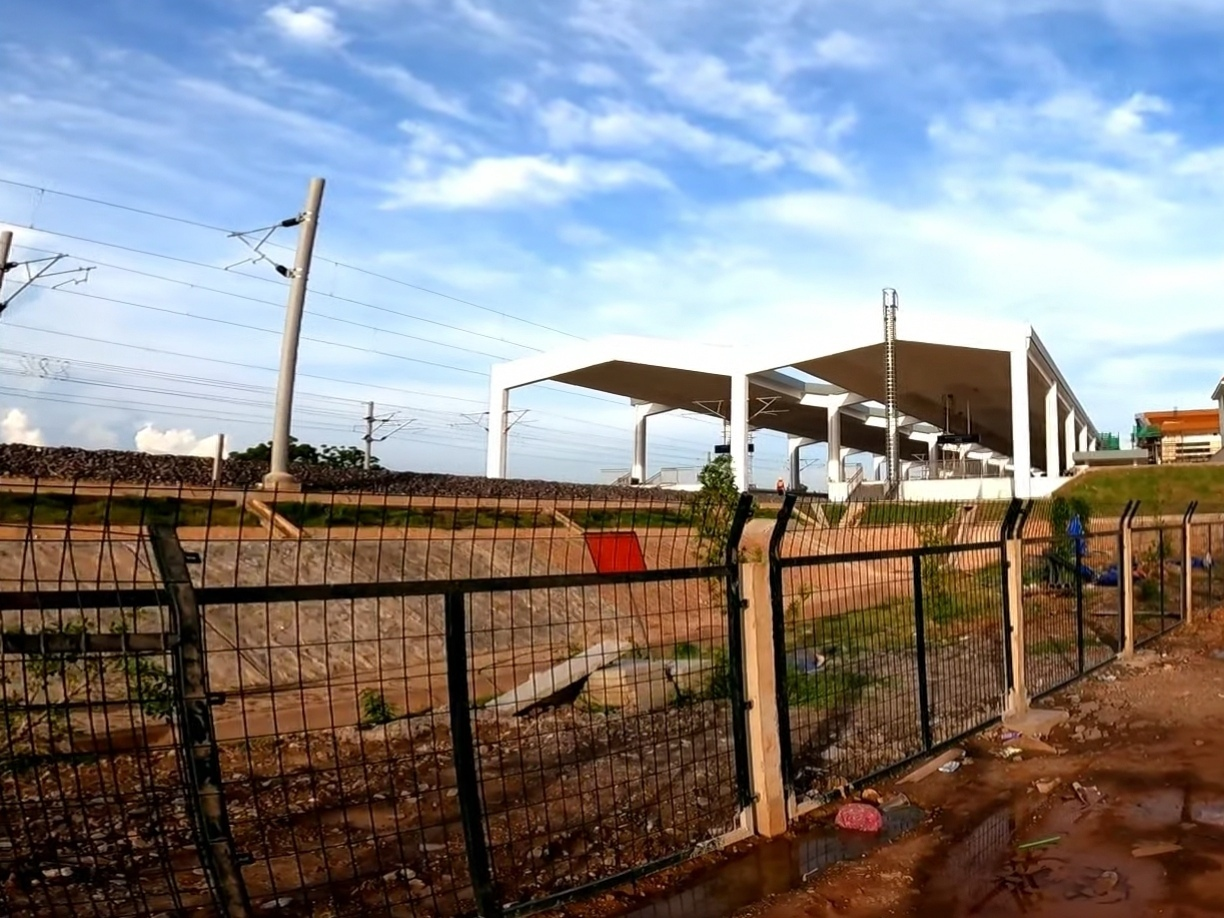
建設中のプラットホーム

駅の建築面積は14,543 m2とラオス最大で、プラットホーム2面3線と側線2線および予備のプラットホーム2本と線路2本が設けられている。最大収容人数は2,500人。長さ220 m、幅90 m、高さ25 mの駅舎は線路の南側に配置される。中国鉄建の子会社である中鉄建設集団が建設工事を請け負った。2020年7月3日に起工式が行われ、11月19日に本体工事の完了式が行われた。2021年12月に開業。

## アクセス
The Vientiane City 2 Bus Serviceにより、市内への路線が運行されている。
- バス No.25 : 南バスターミナル、ラオス国立大学経由、ラオ三江国際商貿城方面
- バス No.28 : 南バスターミナル経由、タラートサオ方面[7]
- バス No.47 : タイ・ラオス友好橋方面[8]

タクシー、トゥクトゥクでは、市内中心部へ約40分。